# Алфонсо II од Есте
Алфонсо II од Есте (итал. Alfonso II d'Este; Ферара, 22. новембар 1533 — Ферара, 27. октобар 1597) био је пети војвода од Фераре, Модене и Ређа, који је владао од 1559. до своје смрти 1597. Умро је без законских наследника, тако да је Света Столица постала нови владар Фераре. Цар Светог римског царства доделио је тада Модену и Ређо рођацима породице Есте.
Алфонсо II је био велики покровитељ науке и уметности, што је била традиција породице Д'Есте. Међу онима које је помагао били су: Торквато Тасо, Ђовани Батиста Гварини и Ћезаре Кремонини. Музичар и композитор Луцаско Луцаски је био оргуљаш на његовим двору. Алфонсо је говорио италијански, латински и француски језик. Спонзорисао је и Concerto delle donne (група професионалних певачица). Овакве групе су постале популарне по целој Италији. Рестаурирао је Дворац породице Есте (итал. Castello Estense) после земљотреса 1570. 